# Magerøya
Magerøya è un'isola che fa parte della contea di Finnmark, nella parte più settentrionale della Norvegia; è compresa nel comune di Nordkapp.

## Geografia
L'isola è situata a nord-ovest dell'imboccatura del Porsangerfjord e ha una superficie di 436,6 km² ed il territorio è prevalentemente collinare (la massima altitudine è il monte Gråkallfjellet, 417 m s.l.m.).
In quest'isola si trova Capo Nord, la principale destinazione turistica dell'isola, anche se il punto più settentrionale effettivo è il promontorio di Knivskjellodden. Il punto più a nord dell'Europa continentale è invece Capo Nordkinn, sempre in Norvegia.
Per agevolare il flusso turistico sull'isola, tra il 1993 e il 1999 fu costruito il North Cape Tunnel, che è un tunnel sottomarino che collega l'isola alla terraferma norvegese. Con 6,87 km di lunghezza e raggiunge i 212 metri di profondità, è il tunnel sottomarino più settentrionale del mondo e il terzo più lungo d'Europa.
Il principale centro abitato dell'isola è quello meridionale di Honningsvåg, altri centri abitati si trovano lungo costa e sono Gjesvær, Skarsvåg, Kamøyvær e Nordvågen.
La strada principale di Magerøya è la strada europea E69. La strada è lunga 129 km e parte dal North Cape Tunnel; 4 sono i tunnel che attraversano sull'aspro territorio dell'isola; in totale, su 129 km, circa 15,5 sono sotterranei o sottomarini. D'inverno la parte più settentrionale della strada rimane chiusa. L'isola dispone anche di un aeroporto, l'aeroporto di Honningsvåg-Valan.